# Caversham
 (mai 2019).
Si vous disposez d'ouvrages ou d'articles de référence ou si vous connaissez des sites web de qualité traitant du thème abordé ici, merci de compléter l'article en donnant les références utiles à sa vérifiabilité et en les liant à la section « Notes et références ».
Caversham est l'une des banlieues les plus anciennes de la ville de Dunedin en Nouvelle-Zélande.

## Description
La ville est située à l'extrémité ouest de la plaine centrale de la ville, à l'embouchure de la vallée de Caversham. À proximité se trouvent plusieurs axes routiers et ferroviaires, dont la ligne de chemin de fer South Island Main Trunk qui traverse la banlieue, avec une déviation qui contourne la zone commerciale principale, reliant le système de rues à sens unique de Dunedin à l'autoroute Dunedin Southern Motorway. La banlieue est reliée par plusieurs lignes de bus à la banlieue voisine ainsi qu'au centre de Dunedin.
La banlieue fut fondée par le pionnier William Henry Valpy, et son nom reflète ses liens familiaux avec la ville de Reading, dans le comté anglais du Berkshire. Caversham a connu une croissance rapide pendant la ruée vers l'or d'Otago durant les années 1860 en raison de son emplacement sur des routes allant au sud de l'arrière-pays d'Otago. À la fin du XIXe siècle, Caversham était fortement industrialisée et comptait de nombreux ouvriers qualifiés ou semi-qualifiés. Ceci, combiné aux fortes racines protestantes de la communauté, a conduit à une position politique généralement de gauche dans la région. Les débuts de l'histoire de Caversham ont fait l'objet du projet Caversham, une étude historique et archéologique majeure de l'Université d'Otago. En 1904, Caversham, qui était alors un arrondissement séparé, fut fusionnée avec la ville Dunedin. Caversham est actuellement administrée par le quartier South Dunedin. Au niveau national, elle fait partie de l'électorat de Dunedin South.
Caversham est principalement une banlieue résidentielle, avec quelques locaux industriels à l'est (notamment les ateliers Hillside Railway) et une zone commerciale centrée sur South Road et Hillside Road. Les résidents sont généralement de faible statut socio-économique. Les bâtiments remarquables de Caversham comprennent la Lisburn House, classée au patrimoine historique, et plusieurs édifices religieux de premier plan. Le monument aux morts de la banlieue est un autre point de repère puisqu'il s'agit de la porte principale de l'école Caversham, l'une des deux écoles primaires de la banlieue. Caversham en contient également une pour l'enseignement spécialisé. L'école secondaire la plus proche est située à St Clair, à 1 kilomètre au sud.
Caversham a une forte activité sportive avec notamment le stade de Carisbrook, qui était jusqu'à récemment l'un des principaux sites sportifs de Dunedin. La banlieue abrite le club de football Southern Rugby et donne son nom au Caversham Football Club. Plusieurs sportifs de renom ont des liens avec Caversham, notamment le joueur de cricket Clarrie Grimmett et les administrateurs de l'union de rugby, les père et fils Old Vic et Young Vic Cavanagh. Parmi les autres personnalités ayant des liens avec Caversham figurent l'homme politique Thomas Kay Sidey, l'architecte Edmund Anscombe et le géographe John Turnbull Thomson.